# Va'aiga Tukuitonga
 Va’aiga Paotama Tukuitonga est une femme politique niuéenne.

## Biographie
Après des études à l'université Victoria de Wellington, elle devient enseignante dans deux écoles primaires à Niue, et dans la seule école d'enseignement secondaire du pays.
Candidate contre le Premier ministre Frank Lui dans la circonscription d'Alofi-nord aux élections législatives de 1999, elle est élue députée au Parlement de Niue. Réélue en 2002, elle est nommée ministre adjointe à la culture et aux arts, aux femmes et à l’immigration dans le gouvernement de Young Vivian. À l'issue des élections de 2005, elle est promue ministre de la Culture et de l'Éducation, toujours dans le gouvernement de Young Vivian. Réélue par la suite continuellement députée,,, elle ne se représente pas aux élections de 2023.